# Ludolf von Sachsen

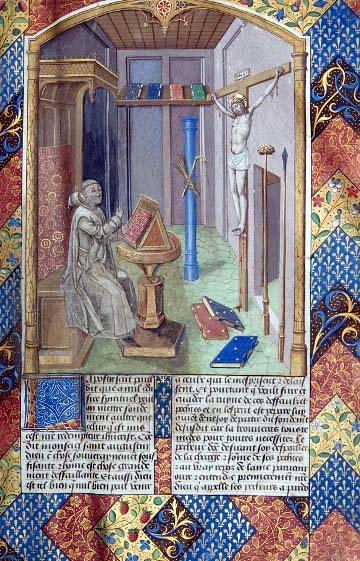
Abbildung des Autors in einer späteren Handschrift Ludolf von Sachsens Vita Christi.

Ludolf von Sachsen (* um 1300 in Norddeutschland; † 10. April 1377 oder 1378 in Straßburg, auch Ludolf der Kartäuser) war ein Mönch und spätmittelalterlicher Erbauungsschriftsteller.

## Leben
Ludolf von Sachsen trat etwa 1315/20 als junger Mann in den Dominikanerorden ein, in dem er den Grad eines Magisters der Theologie erlangte. 1340 verließ er die Dominikaner und wechselte in die Kartause von Straßburg. 1343–1348 war er Prior der Koblenzer Kartause, legte dieses Amt jedoch freiwillig nieder und wechselte als einfacher Mönch nach Mainz. Später ging er nach Straßburg zurück, wo er wahrscheinlich 1378 verstarb.

## Werk

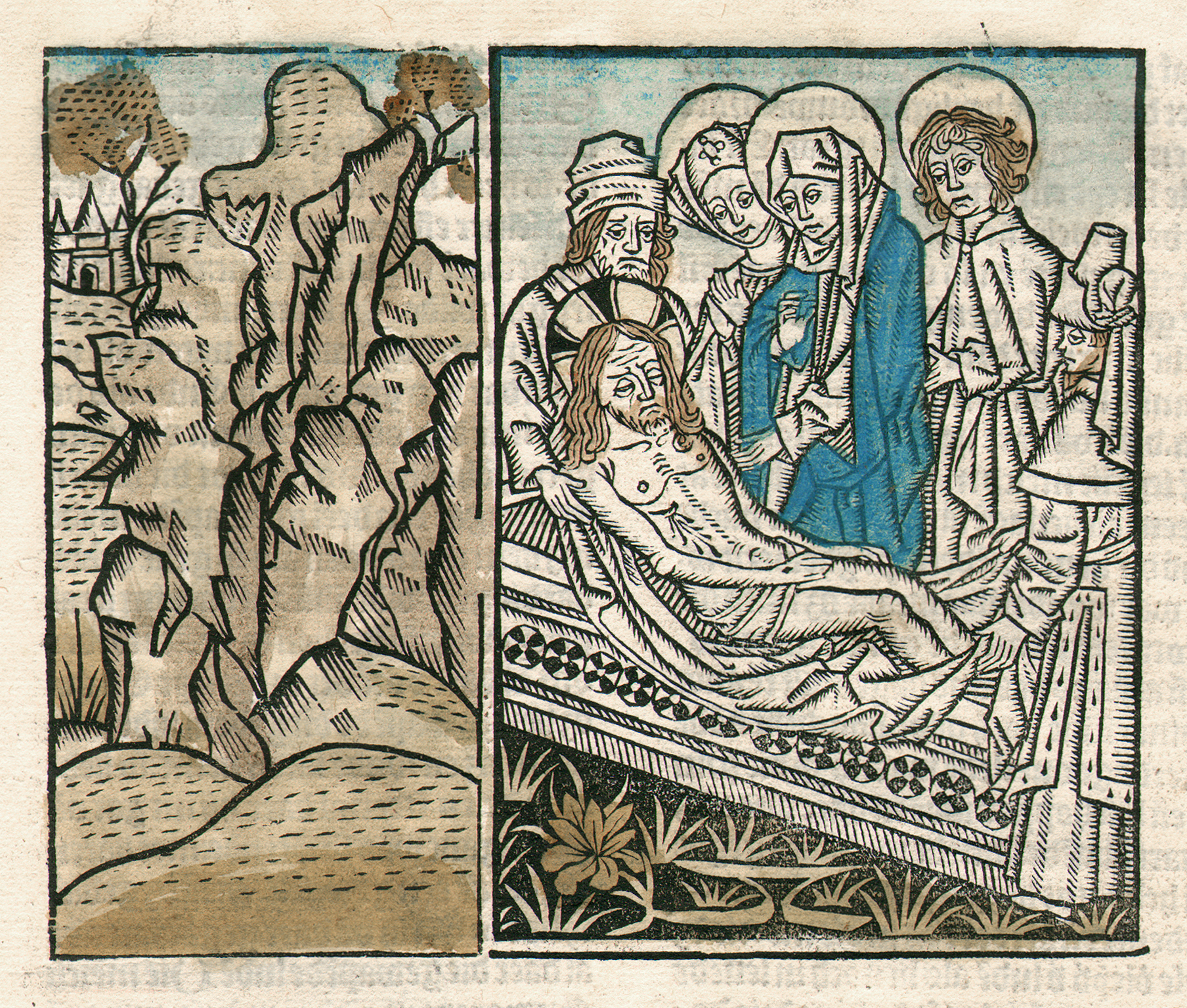
Vita Christi. 1487. Holzschnitt, aquarell

Über den Entstehungszusammenhang und die Reihenfolge seiner Werke ist nichts bekannt, da nach damaligem Verständnis der Autor vollständig hinter seinem Werk zurücktreten sollte. Neben einigen kürzeren Schriften sind zwei Hauptwerke von Ludolf überliefert. Zum einen schrieb er, wahrscheinlich in seiner ersten Straßburger Zeit (1340–43), die Ennaratio in Psalmos, einen Psalmenkommentar. Er ist in mehreren Handschriften erhalten und wurde 1491 erstmals gedruckt.
Wesentlich wirkungsmächtiger ist jedoch die Evangelienharmonie Vita Jesu Christi e quatuor Evangeliis et scriptoribus orthodoxis concinnata (dt.: Das Leben Jesu Christi, zusammengetragen aus den vier Evangelien und den rechtgläubigen Schreibern), kurz Vita Christi. Hierbei handelt es sich um eines der meistgelesenen Erbauungsbücher des Spätmittelalters. Es besteht aus zwei Teilen mit zusammen 181 Kapiteln. In dieser Betrachtung über das Leben Jesu Christi verbindet Ludolf die die vier neutestamentlichen Evangelien und die Apostelgeschichte miteinander, bezieht aber auch Sentenzen bedeutender Kirchenlehrer wie Origenes, Ambrosius von Mailand, Augustinus, Papst Gregor der Große, Hrabanus Maurus oder Bernhard von Clairvaux ein. Er schmückt die Geschichte, vor allem die Passion, um einige Szenen aus, die in den biblischen und apokryphen Quellen nicht vorkommen.
Die einzelnen Kapitel bestehen aus einer Darlegung eines bestimmten Abschnitts der christlichen Heilsgeschichte, einer Interpretation bzw. Anwendung, in der auch kirchliche Zustände des 14. Jahrhunderts kritisiert werden, und einem abschließenden Gebet. So wird das Symbolisch-bildhafte mit dem Konkret-realistischen verbunden. Der Leser soll das Wirken Christi quasi „miterleben“, als geschehe es in seiner Gegenwart. Durch eine solche Nachfolge Christi soll der Gläubige zur Gemeinschaft mit ihm und so zum Heil gelangen.
Die Vita Christi entstand wohl zwischen 1348 und 1368 in Mainz; das Autograph ist 1870 verbrannt. Schon zu Ludolfs Lebzeiten war die Vita Christi über den Orden hinaus bekannt. Schon im frühen 15. Jahrhundert war sie in den meisten Klosterbibliotheken vorhanden. Das Werk ist in sehr vielen Handschriften und Drucken erhalten, oft aber nur einer der beiden Teile oder als Exzerpt. Neben den Erstdrucken von 1472 (Paris und Köln) gibt es 28 weitere Inkunabeln und bis 1870 insgesamt über 60 Drucke.
Seit dem 15. Jahrhundert entstanden Übersetzungen in französischer, niederländischer, katalanischer, kastilischer, portugiesischer und italienischer Sprache. Die portugiesische Übersetzung wurde bereits in den 1440er Jahren von Zisterziensermönchen geschaffen und war 1495 das erste gedruckte Buch in portugiesischer Sprache überhaupt. Eine komplette deutsche oder englische Übersetzung gibt es nicht, allerdings mehrere Teilübersetzungen. Eine der frühesten ist eine Übersetzung der Kapitel über die Passion in alemannischer Mundart. Die Übersetzungen waren eher an Laien gerichtet und die lateinischen Drucke für die Klöster. Daher sind jene oft reich illuminiert, was bei diesen kaum der Fall ist.
Insgesamt lässt sich feststellen, dass die Wirkung der Schrift bis in die frühe Neuzeit in ganz Westeuropa immens war. Innerkirchliche Reformbestrebungen wie die Melker Reform des Benediktinerordens lassen sich auch auf die Vita Christi zurückführen. Im spanischen Sprachraum haben vor allem Theresa von Avila und Ignatius von Loyola die Gedanken der Vita Christi weitergetragen. Ignatius las wahrscheinlich 1521 die kastilische Übersetzung, während er von einer Kriegsverwundung genas, was zu seiner Bekehrung beitrug. Vor allem seine Exerzitien sind, sowohl in den theologischen Positionen als auch z. B. in der Bildsprache, stark von der Vita Christi beeinflusst.
Um 1400 entstand in den Niederlanden die sogenannte Bonaventura-Ludolphiaanse Leven van Jezus. Hierbei handelt es sich um eine Kompilation aus der Vita Christi und den Meditationes vitae Christi, einer Pseudo-Bonaventura-Schrift. Sie ist für Laien geschrieben und der Fokus liegt noch stärker als bei der Vita Christi auf der meditativen Vergegenwärtigung des Lebens Jesu. Diese Schrift erreichte im niederländischen sowie im nieder- und mitteldeutschen Raum eine weite Verbreitung und hatte großen Einfluss auf die devotio moderna. Das wichtigste Werk dieser religiösen Bewegung, Thomas von Kempens Nachfolge Christi, wurde früher für ein Werk Ludolfs gehalten.
Auch manche Werke der bildenden Kunst beziehen sich auf die Vita Christi. So werden bestimmte Szenen der Passion erst in Bildern, Skulpturen etc. dargestellt, nachdem sie durch die große Verbreitung der Vita Christi, besonders im nordalpinen Raum, bekannt wurden.

## Ausgaben
- MS-C-15 – Vita Jesu Christi
  - Pars 2, cap. 58–89. Um 1475–1480 (Digitalisat)
- Vita Christi : P.1.2. Anton Koberger, Nürnberg 1478 (Digitalisat)
- Vita Christi, Ludwig von Renchen, Köln, 1487 (Digitalisat)
- Expositio in Psalterium, mit Vorwort von Jakob Wimpfeling. Speyer, 1491 (Digitalisat)
- Das Leben Jesu Christi, übersetzt von S. Greiner (= Christliche Meister; 47). Einsiedeln und Freiburg 1994
- Vita Christi, Ludolphus de Saxonia (Handschrift der Archiginnasio-Bibliothek Bologna)